# Lou Costello (cầu thủ bóng đá)
Mortimer Daniel Costello (8 tháng 7 năm 1936 – 8 tháng 8 năm 2012) là một cầu thủ bóng đá người Anh thi đấu ở vị trí wing half.

## Sự nghiệp
Costello bắt đầu sự nghiệp at Leytonstone, trước khi ký hợp đồng với Aldershot năm 1956. Costello ở lại Aldershot trong một mùa giải, và đầu quân cho Southend United năm 1957. Ở Southend, Costello có 266 lần ra sân ở mọi đấu trường, ghi 15 bàn thắng. Năm 1965, Costello ký hợp đồng với câu lạc bộ Essex Chelmsford City. Trong thời gian ở Chelmsford, Costello có 287 lần ra sân, vô địch Southern Football League 1967–1968.